# Prix Landerneau
Le prix Landerneau est un prix littéraire français fondé par Michel-Édouard Leclerc le 16 juin 2008 afin de récompenser un roman, un polar, une BD, une découverte écrivain et un album jeunesse, écrits en langue française.

## Historique
En 2008, Michel-Édouard Leclerc, dans le cadre de ses centres culturels, fonde le prix Landerneau afin de récompenser des écrivains et de mettre en avant des auteurs peu connus. Chaque lauréat de chaque catégorie remporte une dotation de 6 000 euros, et une campagne pour promouvoir l'ouvrage.
Le premier prix est remis à Yasmine Char le 16 juin 2008 pour son roman La Main de Dieu.

## Lauréats

### «Roman»
- 2008 : Yasmine Char, pour La Main de Dieu chez Gallimard.
- 2009 : Jérôme Ferrari, pour Un Dieu un animal chez Actes Sud.
- 2010 : Kéthévane Davrichewy, pour La Mer Noire.
- 2011 : Delphine Coulin, pour Samba pour La France.
- 2012 : Maylis de Kerangal, pour Tangente vers l'est chez Verticales.
- 2013 : Christian Oster, pour En ville chez L’Olivier.
- 2014 : Hubert Mingarelli, pour L'Homme qui avait soif chez Stock.
- 2015 : Virginie Despentes, pour Vernon Subutex, 1 chez Grasset

### «Prix Landerneau des lecteurs»
- 2016 : Karine Tuil pour L'Insouciance aux éditions Gallimard.
- 2017 : Alice Zeniter pour L'Art de perdre aux éditions Flammarion.
- 2018 : Serge Joncour pour Chien-loup aux éditions Flammarion.
- 2019 : Sylvain Prudhomme pour Par les routes aux éditions Gallimard–L'Arbalète.
- 2020 : Lola Lafon pour Chavirer chez Actes Sud.
- 2021 : Clara Dupont-Monod pour S'adapter chez Stock.
- 2022 : Emmanuelle Bayamack-Tam pour La Treizième heure chez P.O.L.
- 2023 : Thomas B. Reverdy pour Le Grand Secours chez Flammarion.
- 2024 : Kamel Daoud pour Houris, chez Gallimard[1].

### «Découvertes»
- 2012 : Antoine Laurain, pour Le Chapeau de Mitterrand chez Flammarion.
- 2013 : Alexandre Postel, pour Un homme effacé chez Gallimard.
- 2014 : Anna Lisbeth Marek, pour Les Conversations chez Phébus.
- 2015 : Fanny Chiarello, pour Dans son propre rôle chez l'Olivier.

### «BD»
- 2012 : Bastien Vivès, Ruppert et Mulot pour La Grande Odalisque[2]., Dupuis, coll. « Aire Libre ».
- 2013 : Chloé Cruchaudet pour Mauvais Genre chez Éditions Delcourt/Mirages[3].
- 2014 : Hervé Bourhis pour Le Teckel chez Casterman / ARTE.
- 2015 : Manu Larcenet pour Le Rapport de Brodeck chez Dargaud
- 2016 : Frederik Peeters et Loo Hui Phang pour L'Odeur des garçons affamés chez Casterman[4]
- 2017[5] : Philippe Valette pour Jean Doux et le mystère de la disquette molle[6], Delcourt.
- 2018 : Roxanne Moreil et Cyril Pedrosa, pour L'Âge d'or, chez Dupuis[7].
- 2019 : Alain Ayroles et Juanjo Guarnido, pour Les Indes fourbes, chez Delcourt[8].
- 2020 : Hubert et Zanzim pour Peau d'homme chez Glénat[9].
- 2021 : Grégory Panaccione pour Quelqu’un à qui parler chez Le Lombard, d'après le roman de Cyril Massarotto[10]
- 2022 : David Sala pour Le Poids des héros chez Casterman.
- 2023 : Guillaume Singelin pour Frontier, chez Rue de Sèvres.

### «Polar»
- 2012 : Caryl Ferey pour Mapuche chez Gallimard.
- 2013 : Paul Colize pour Un long moment de silence chez Manufacture des Livres.
- 2014 : Hervé Le Corre pour Après la guerre chez Rivages.
- 2015 : Fred Vargas pour Temps glaciaires chez Flammarion.
- 2016 : Sandrine Collette pour Il reste la poussière chez Denoël.
- 2017[11] : Colin Niel pour Seules les bêtes, éditions du Rouergue[12].
- 2018[13] : Emmanuel Grand pour Kisanga, éditions Liana Levi.
- 2019[14] : Thomas Cantaloube pour Requiem pour une République Série noire Gallimard.
- 2020[15] : Sophie Loubière pour Cinq cartes brûlées Fleuve éditions.
- 2021[16] : Gwenaël Bulteau pour La République des faibles[17], La Manufacture de livres.
- 2022[18] : Hugues Pagan pour Le Carré des indigents[19], Rivages/Noir.
- 2023[20] : Louise Mey pour Petite Sale[21], éditions du Masque.
- 2024[22] : Sébastien Vidal pour De neige et de vent[23], Le Mot et le Reste.
- 2025 : Benjamin Dierstein pour Bleus, Blancs, Rouges Flammarion[24]

### «Album jeunesse»
- 2013 : Julien Béziat pour Le Mange-doudous chez L'École des loisirs, coll. « Pastel ».
- 2014 : Olivier Tallec pour Louis 1er roi des moutons chez Actes sud junior.
- 2015 : Clotilde Goubely et Eléonore Thuillier pour Un drôle de visiteur chez Frimousse.
- 2016 : le prix est décalé d'une saison et passe directement à 2017[25].
- 2017[26] : Beatrice Alemagna pour Un grand jour de rien[25], Albin Michel
- 2018 : Didier Lévy et Pierre Vaquez pour Aspergus et moi chez Sarbacane.
- 2019[27] : Marie Dorléans pour Nous avons rendre-vous[28], Seuil Jeunesse.
- 2020 : Florian Pigé pour Bulle d’été[29], HongFei Cultures.
- 2021[30] : Seng Soun Ratanavanh pour Gaspard dans la nuit[29], La Martinière Jeunesse.
- 2022 : Max Ducos pour Mon passage secret, éditions Sarbacane[31].
- 2023 : Baptiste Beaulieu pour Les gens sont beaux, Les Arènes[32].
- 2024 : Séverine Vidal et Julien Arnal pour Le Bateau rêve, Gallimard Jeunesse[33].